# Rita Connolly
Rita Connolly is een Ierse zangeres geboren en grootgebracht in Dublin, Ierland in een familie waar het zingen zeer gebruikelijk was. Op de leeftijd van veertien jaar ging zij met twee van haar zusters aan de gang. Drie jaar later maakte The Connolly Sisters hun platen-debuut met de opnamen van The McGarrigle sisters Heart Like a Whee. Door haar optreden in Dublin maakte zij kennis met haar huidige echtgenoot Shaun Daveu. Door de jaren heen maakten zij albums en radio- en tv-commercials en muziek voor films zoals Waking Net en John Boorman's meest recente film The Taylor of Panama. Rita trad op London's Albert Hall, The Stade de France en in het Chicago Symphony Centre, en in veel landen waaronder: Engeland, Schotland, Frankrijk, Duitsland, Spanje en de USA. Met medewerking van Shaun Davey trad zij op in Granuaile, The Pilgrim en The Relief of Derry Symphony. Rita heeft ook twee albums gemaakt: Rita Connolly in 1991, en Valparaiso in 1995.  

## Discografie
- 1998 Waking Ned Devine - Shaun Davey
- 1996 Sur les Quais de Dublin
- 1995 Valparaiso - Rita Connolly
- 1992 Out To An Other Side - Liam O'Flynn
- 1991 Rita Connolly
- 1990 The Relief of Derry Symphony - Shaun Davey
- 1986 Granuaile - Shaun Davey
- 1984 Ride On Mary Coughlan
- 1984 The Pilgrim - Shaun Davey
- 1982 Arc of a Diver - Philip King
- 1980 Scullion
- 1980 Sean O'Casey Songbook - Paul Brady
- 1978 Give a Little Love
- 1978 Pride of the Heard - Shaun Davey
- 1977 Ten Years On Universal Folk Club

## Filmografie
- 2001 The Tailor of Panama
- 1998 Waking Ned Devine - Shaun Davey
- 1995 The Hanging Gael - Shaun Davey
- 1987 Who Bombed Birmingham - Shaun Davey
- 1984 Eat The Peach -  Donal Lunny & Paul Brady
- 1978 Tears - Donal Lunny & Jimmy McCarthy
- 1977 Catchpenny Twist - Shaun Davey